# ناحية فورغ
ناحية فورغ(بالفارسية: بخش فورگ) هي ناحية في مقاطعة داراب، محافظة فارس، إيران. حسب إحصاء 2016، عدد سكان الناحية 70232 فردا في 21308 عائلة. بالناحية مدينتان هما فدامي ودوبرجي. بالناحية أيضا منطقتان ريفيتان هما قسم أبشور الريفي وقسم فورغ الريفي.